# IP 주소 스푸핑

IP 주소 스푸핑의 시나리오 예시

컴퓨터 네트워크에서 IP 주소 스푸핑(IP address spoofing) 또는 IP 스푸핑(IP spoofing)은 다른 컴퓨팅 시스템인 것처럼 가장하기 위해 거짓 소스 IP 주소로 인터넷 프로토콜(IP) 패킷을 만드는 일이다.

## 배경
인터넷 네트워크와 기타 수많은 컴퓨터 네트워크를 통해 데이터를 보내기 위한 기본 프로토콜은 인터넷 프로토콜(IP)이다. 이 프로토콜은 각 IP 패킷이 반드시 패킷을 보낸이의 IP 주소를 포함하는 헤더를 포함할 것을 명시하고 있다. 근원이 되는 IP 주소는 일반적으로 패킷을 송신한 주소이지만 헤더 내의 보낸이의 주소는 변조가 가능하므로 받는이 측면에서는 다른 근원으로부터 들어온 패킷으로 보일 수 있다.
프로토콜은 컴퓨터가 소스 IP 주소의 응답을 회신할 것을 요구하며, 스푸핑은 주로 보낸이가 네트워크 응답을 받을 것을 예측하거나 응답에 신경쓰지 않는 상황일 때 이용된다.
소스 IP 주소는 보낸이의 제한된 정보만을 제공한다. 패킷 전송 시 지역, 도시의 일반적인 정보를 제공할 수 있다. 보낸이의 신상 정보나 사용된 컴퓨터에 관한 정보를 제공하지는 않는다.

## IP 스푸핑에 취약한 서비스
IP 스푸핑에 취약한 구성과 서비스는 다음과 같다:
- RPC (원격 프로시저 호출 서비스)
- IP 주소 인증을 사용하는 모든 서비스
- X 윈도 시스템
- R 서비스 스위트 (Rlogin, rsh 등)

## 같이 보기
- 출구 필터링
- 입구 필터링
- 네트워크 주소 변환
- RFC 1948, Defending Against Sequence Number Attacks, 	May 1996
- 라우터
- MAC 스푸핑